# George Pullman
George Mortimer Pullman (Brocton, Nueva York, 3 de marzo de 1831 - Chicago, Illinois, 19 de octubre de 1897) fue un industrial e inventor estadounidense conocido por la invención del coche cama a través de la compañía Pullman, y por la violenta represión a los trabajadores en huelga en la ciudad que creó para la compañía, Pullman Company, en Chicago.

## Antecedentes

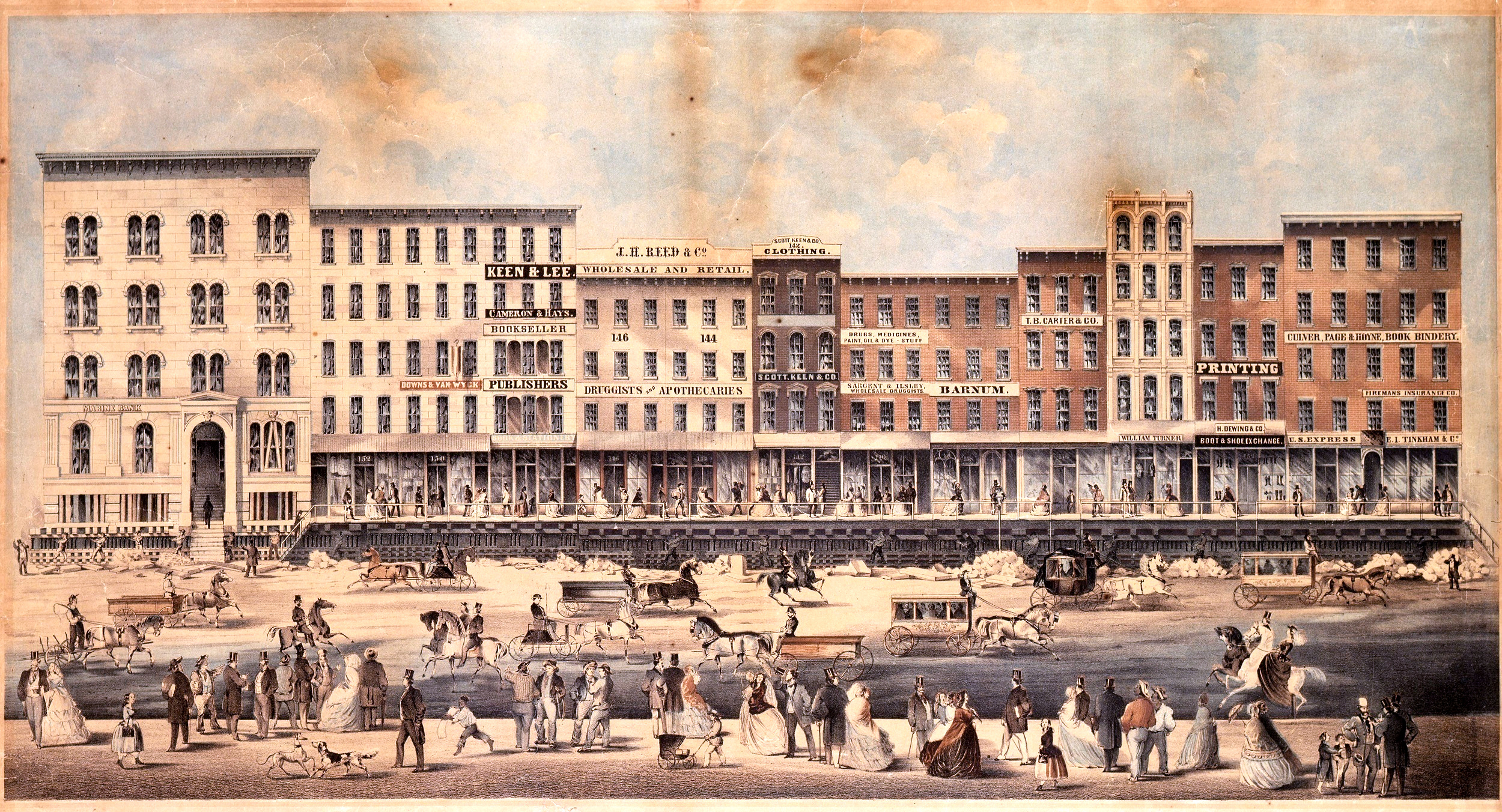
Litografía de Mendel de un bloque de edificios levantado por un consorcio que incluye a Pullman

Nacido en Brocton, su familia se mudó a Albion, también en el estado de Nueva York. Allí fue donde el joven George tuvo varias ideas que lo llevarían al éxito. Pullman abandonó la escuela a los 14 años de edad, se mudó a Chicago y se convirtió rápidamente en una de las personalidades más influyentes y controvertidas de la ciudad. En esa época se dedicaba a la fabricación de féretros y desarrollaba ideas para un sistema global de producción industrial. 
Chicago había sido construida sobre un pantano de tierras bajas, y se decía que el lodo en las calles era lo suficientemente profundo como para ahogar a un caballo.
Incapaz de drenar las aguas residuales mediante alcantarillas, la ciudad construyó los drenajes sobre las calles y luego los cubrió, subiendo en la práctica el nivel de 1,80 a 2,40 metros. Pullman fue uno de los ingenieros empíricos que emprendió la tarea de elevar el centro de Chicago y de construir nuevas fundaciones para los edificios mediante una técnica que su padre había usado para mover construcciones durante la inundación del Lago Erie. Pullman adquirió gran fama con su labor, incluyendo la elevación del edificio histórico de Tremont House, un hotel de ladrillos de seis pisos, sin mover a los huéspedes.

## Desarrollo del coche cama Pullman

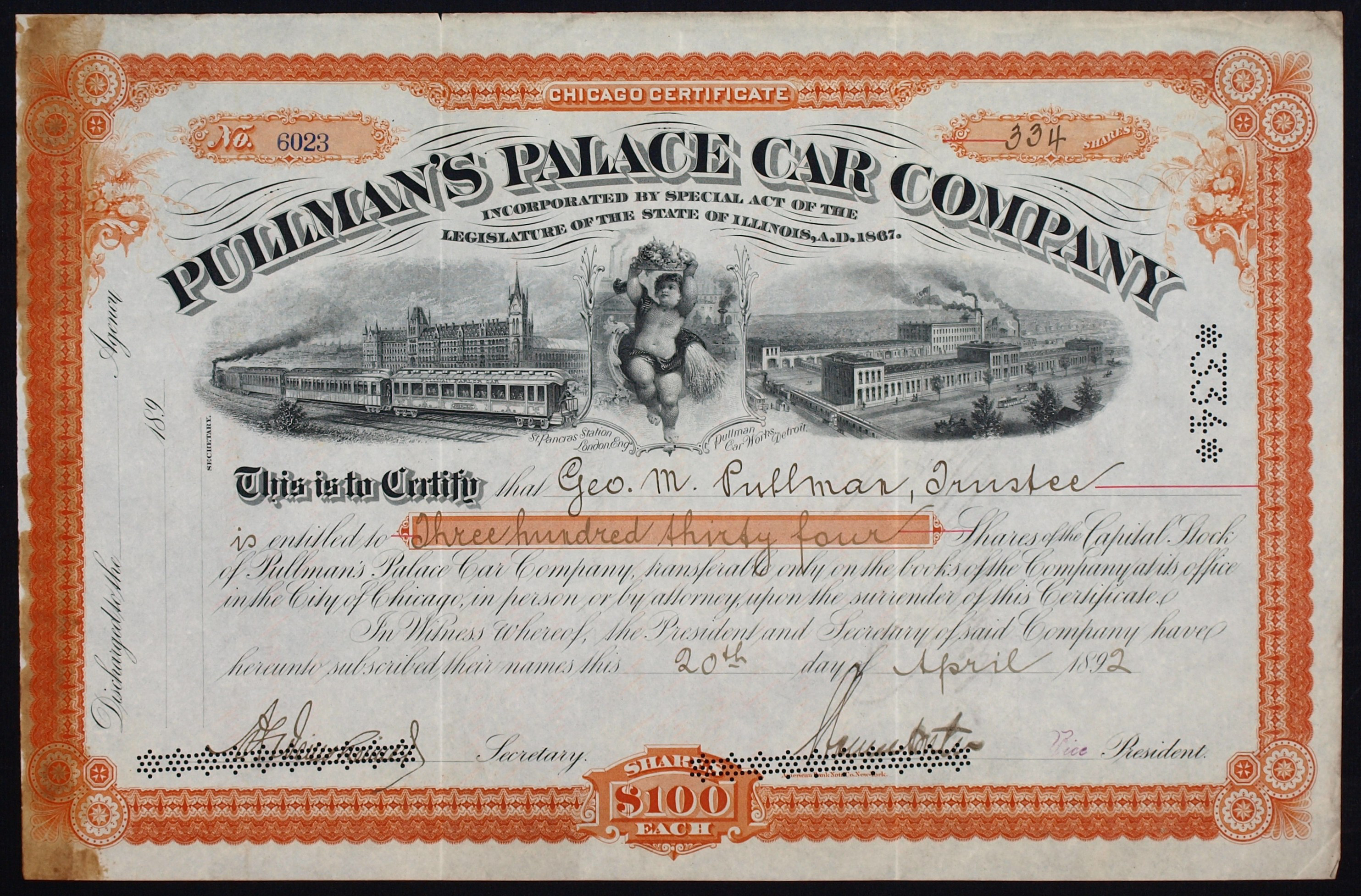
Acciones de la Pullman's Palace Car Company, emitidas el 20 de abril de 1892, a nombre de George M. Pullman

Entre 1859 y 1863, pasó un tiempo como agente de oro cerca de Golden (Colorado), época en que amasó su fortuna y conoció a su futuro socio, Hanniball Kimball.
Luego desarrolló el diseño de un coche cama ferroviario, el vagón Pullman o «coche-palacio», inspirado en los navíos que navegaban por el Lago Erie durante su juventud en Albion. El primer coche se terminó de construir en 1864, adquiriendo fama al trasladar el cuerpo del asesinado presidente Abraham Lincoln desde Washington D. C. hasta Springfield, lo que le generó muchos encargos de nuevos coches. El invento resultó un éxito, a pesar de que su coste era cinco veces mayor que el de los vagones ferroviarios comunes. 
Los coches eran publicitados como: «Coches-palacio de Pullman, lujo para la clase media».
En 1867 presentó su primer hotel sobre ruedas, el President, un coche cama más otro que era cocina y coche comedor. La comida rivalizaba con la de los mejores restaurantes de la época, y el servicio era impecable. Un año después, en 1868, lanzó el modelo Delmonico, primer coche destinado a la alta cocina. Los menús del coche eran preparados por chefs del famoso restaurante Delmonico de Nueva York. 
Ambos modelos y los subsiguientes ofrecían servicio de primera clase, a cargo de esclavos recientemente liberados que oficiaban de recepcionistas, camareros, camareras, animadores y valets. 
Pullman creía que para asegurar el éxito de los coches cama, necesitaba proveer una amplia gama de servicios relacionados: venta de billetes, reserva de literas, envío de cables, preparación de bocadillos, remiendo de ropa, conversión de autobuses en coches cama, etcétera. Sostenía además que los antiguos esclavos de las plantaciones del sur reunían el respeto y entrenamiento necesarios para atender a los hombres de negocios que precisaban sus servicios. Pullman se convirtió en el primer empleador de afroamericanos en la época posterior a la guerra civil estadounidense.
En 1869 compró la Detroit Car and Manufacturing Company. Adquirió las patentes y los negocios de su competidor, la Central Transportation Company en 1870. En la primavera de 1871, George Pullman, Andrew Carnegie y otros salvaron de la quiebra a Union Pacific y asumieron su dirección. En 1875 la empresa Pullman contaba con un patrimonio de 100.000 dólares al valor de inventario, tenía 700 coches en operación y disponía de depósitos con cientos de miles de dólares en el banco.

## Ciudad Pullman

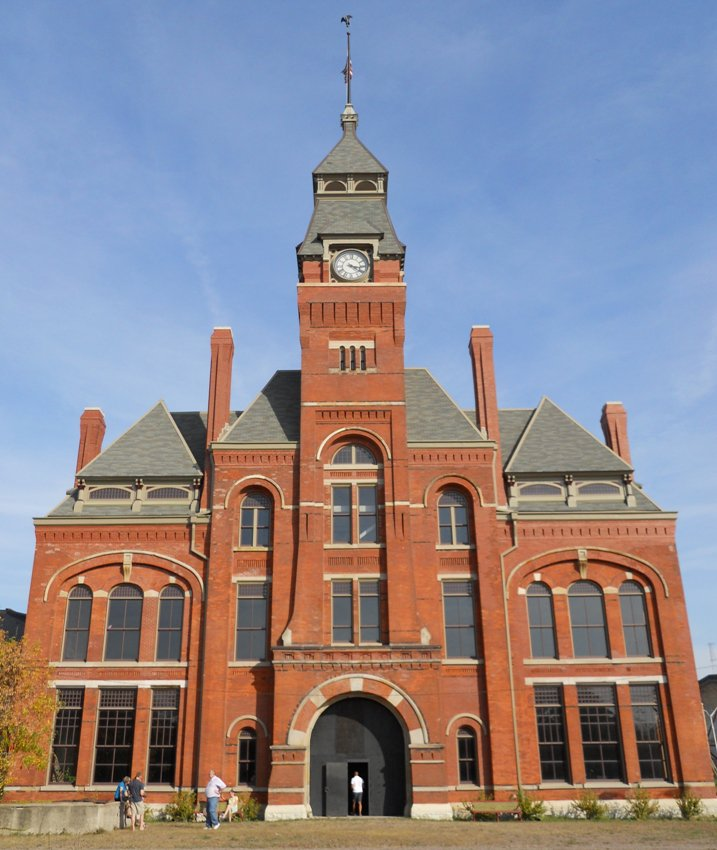
Edificio de administración en Pullman

En 1880 Pullman adquirió por 800.000 dólares 16 km² cerca del Lago Calumet, unos 22 km al sur de Chicago, sobre la autopista central de Illinois. Encomendó a Solon Spencer Beman que  diseñara una nueva planta industrial allí, y en un esfuerzo por resolver los problemas de los trabajadores, su tiempo de ocio y la pobreza, construyó también junto a la fábrica viviendas para los operarios, zonas comerciales, iglesias, teatros, parques, hotel y biblioteca. Los 1300 edificios originales fueron diseñados enteramente por Beman. La pieza central del complejo era el edificio administrativo con su lago artificial. Junto a este se construyó el hotel Florence, bautizado en honor de la hija predilecta de Pullman.
Pullman creía que el ambiente del lugar y los servicios disponibles, sin agitadores, bares ni suburbios, produciría una fuerza de trabajo feliz y leal. La ciudad planeada se convirtió en una atracción durante la Exposición Mundial Colombina de Chicago, causando sensación en todo el país. Pullman fue elogiado por toda la prensa debido a su visión y benevolencia. Tan saludable como era, Pullman esperaba que la ciudad diera también beneficios económicos. Para 1892 las obras estaban valuadas en cinco millones de dólares.
Sin embargo, gobernó la ciudad como un barón feudal: prohibió los periódicos independientes, los discursos públicos, las reuniones y las discusiones abiertas. Sus inspectores entraban regularmente a las viviendas para inspeccionar sobre la limpieza y podían rescindir el contrato de trabajo con un preaviso de diez días. La iglesia permaneció vacía, ya que ninguna congregación aceptable pagaría alquiler. Las organizaciones privadas de caridad no estaban permitidas. Los empleados de Pullman declararon en cierta ocasión:

Nacimos en una casa Pullman, comemos lo que adquirimos en los comercios Pullman, aprendemos en la escuela Pullman, estudiamos catecismo en la iglesia Pullman, y cuando morimos, vamos al infierno Pullman.
Empleados de Pullman viviendo en la ciudad Pullman

## Huelga Pullman
Cuando los negocios decayeron en 1894, Pullman recortó puestos de trabajo, salarios y horas de labor, pero no rebajó los alquileres ni los precios en su ciudad. El que no bajara los alquileres, las tasas de servicios y los precios de los productos llevó a sus obreros a entrar en huelga, una violenta contienda que fue disuelta por tropas federales enviadas por el presidente Grover Cleveland en contra de la opinión del gobernador de Illinois, John P. Altgeld.
Una comisión federal que estudió el caso de la huelga de 1894, dictaminó que el paternalismo de Pullman era parcialmente culpable del problema, y definió a la ciudad Pullman como contraria a la cultura estadounidense. En 1898 la Suprema Corte de Justicia de Illinois obligó a la compañía Pullman a enajenar sus propiedades urbanas, anexándolas a la ciudad de Chicago. 

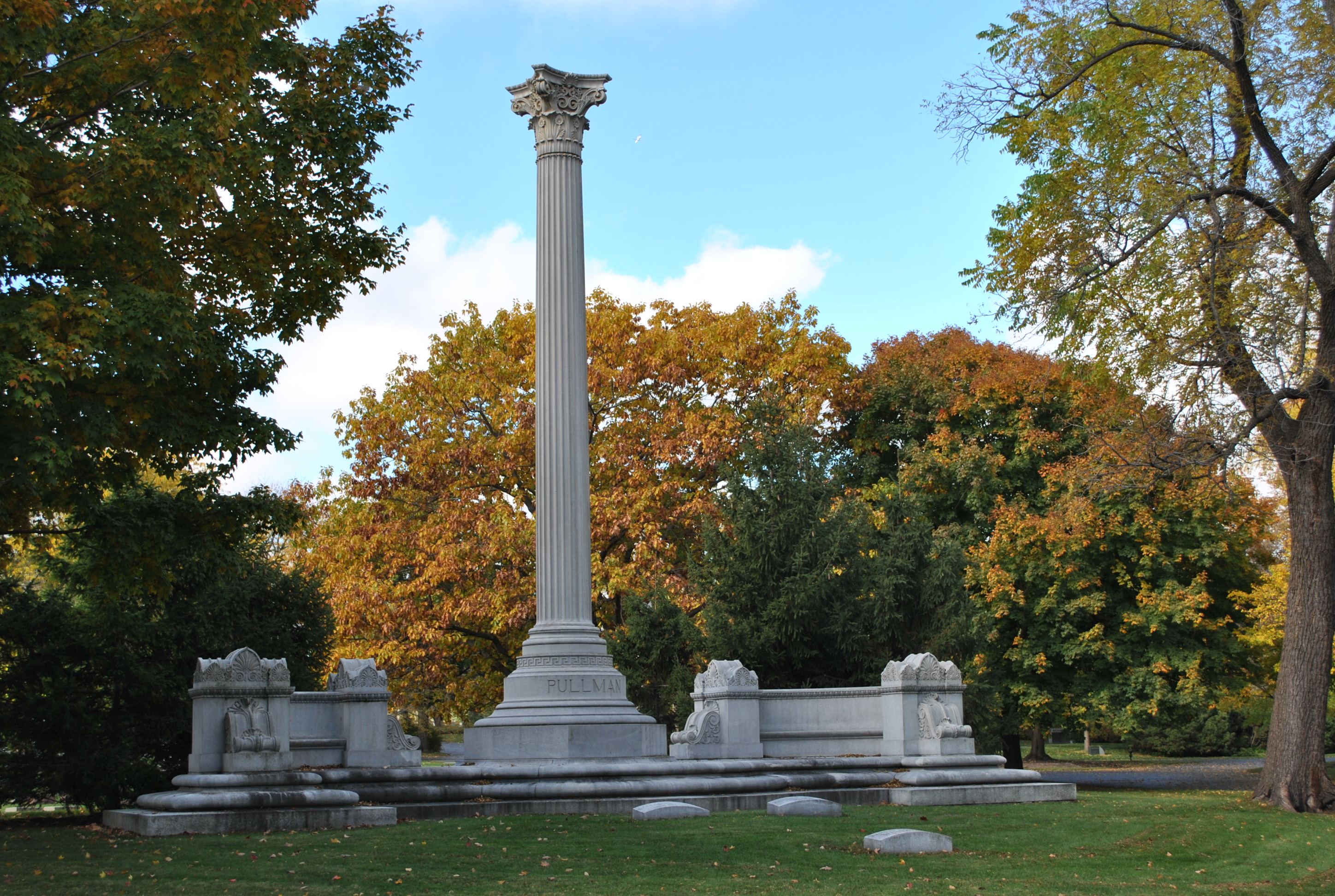
Tumba de George Pullman en el cementerio de Graceland en Chicago

La animosidad contra Pullman se mantuvo, y cuando murió en 1897, fue enterrado por la noche en el Cementerio Graceland en un féretro forrado en plomo con refuerzos de acero en una bóveda de hormigón. Se virtieron varias toneladas de cemento para impedir que su cuerpo fuera exhumado y profanado por los activistas laborales.
Su puesto como presidente de la compañía fue ocupado por Robert Todd Lincoln, abogado, exsecretario de la Guerra e hijo del presidente Abraham Lincoln.